# Castanheiro do Sul
Castanheiro do Sul is een plaats (freguesia) in de Portugese gemeente São João da Pesqueira en telt 474 inwoners (2001).